# Bahrenfleth
Bahrenfleth est une commune allemande du Schleswig-Holstein, située dans l'arrondissement de Steinburg (Kreis Steinburg), à sept kilomètres au sud-ouest de la ville d'Itzehoe. Bahrenfleth est l'une des dix communes de l'Amt Krempermarsch dont le siège est à Krempe.